# Johannes Wyse
Johannes Wyse, auch: Weise, Weiße, Wyße u. ä. geschrieben, (* um 1410 in Rostock; † 1. November 1486 in Leipzig) war ein Theologieprofessor.
Da Wyse 1423 in Rostock immatrikuliert wurde, dürfte er um 1410 geboren worden sein. In Rostock wurde er 1427/28 Baccalaureus artium, 1431 Magister artium. 1435 wechselte er nach Erfurt, ab Winter 1440/41 war er – mit Ausnahme einer Immatrikulation in Greifswald 1456 – in Leipzig tätig, wo er 1460 Lizentiat der Theologie wurde.
In Rostock amtierte er im Sommer 1439 als Dekan der Artistenfakultät, im Sommer 1443 war er Rektor der Leipziger Universität. Im Sommer 1447 stand er als Dekan den Leipziger Artisten vor.

## Buchbesitz
Wyse legte mehrere zeitgeschichtliche Sammelhandschriften an, die als wichtige Quellen insbesondere zur Universitätsgeschichte gelten. Er war „ein aufmerksamer und ausgesprochen neugieriger Zeitgenosse mit einem Hang zum Protokollieren und einem ausgeprägten Sinn fürs Sammeln und Archivieren, ein Glücksfall für den Historiker“. Im Ms. 1674 der Leipziger Universitätsbibliothek, einer chronikalischen Materialsammlung (ca. 1473–1482), findet sich der Vermerk, er habe diese Handschrift mit drei anderen Chroniken dem Großen Kolleg testamentarisch vermacht. Bei den anderen Handschriften denkt Marek Wejwoda an
- Leipzig, Universitätsbibliothek, Ms.176, ein lateinischer Sammelband von ca. 1440/50 insbesondere zur Geschichte der Konzilien von Konstanz und Basel[5]

- Leipzig, Universitätsbibliothek, Ms. 1092[6]

- Leipzig, Universitätsbibliothek, Rep. II 10a[7]

Im Leipziger Ms. 158 erwähnt eine Notiz die Ankündigung einer Disputation von Wyse.